# Copa Intercontinental
La Copa Intercontinental, por extensión Copa Intercontinental de Clubes Campeones y oficialmente desde 1980 Copa Europea-Sudamericana, fue una competición internacional de clubes de fútbol que enfrentaba anualmente al campeón de la Liga de Campeones de la UEFA con el vencedor de la Copa Libertadores de la Conmebol. 
De acuerdo con el estatuto y los reglamentos de la FIFA, era una competición oficial, de carácter intercontinental, organizada por la UEFA y la Conmebol. Siempre la han incluido en sus honores oficiales y está, indirectamente, regida por la federación mundial, porque tenía la autorización expedida por la misma.
La FIFA la incluye en la lista de títulos intercontinentales oficiales. No ocurre así con otras competiciones de nivel intercontinental, como por ejemplo la Copa Rio, que no tuvo el reconocimiento como competencia cesionaria del título intercontinental y tampoco como competición oficial por la FIFA (no tiene el respaldo indirecto con que cuentan las competiciones confederales e interconfederales), requisitos estos que cumple la Copa Intercontinental.
A partir de 1980 la organización logística pasó a la Asociación de Fútbol de Japón, siempre bajo el mando oficial UEFA-Conmebol.
Desde 1960 hasta 1979 el torneo se disputaba en el formato ida y vuelta en los estadios de cada club. En 1980 se reestructuró y se llamó Copa Europea-Sudamericana. Desde 1980 hasta 2004 se disputó en los meses de noviembre o diciembre en las ciudades japonesas de Tokio (de 1980 a 2001) y Yokohama (de 2002 a 2004). También desde 1980 se concedía un segundo trofeo (que flanqueaba la Copa Intercontinental) a los campeones, conocido como Copa Toyota en alusión al patrocinador del trofeo y por el que en ocasiones se refería así a la competición. 
En 2005 dejó de disputarse debido a que se fusionó con el Campeonato Mundial de Clubes de la FIFA y fue reemplazado por la Copa Mundial de Clubes de la FIFA, disputada en Japón. En este torneo participan los equipos vencedores de los principales torneos internacionales organizados por cada una de las seis confederaciones continentales afiliadas a la FIFA: UEFA, Conmebol, Concacaf, AFC, CAF y OFC y, a partir de 2007, el equipo ganador de liga del país organizador del certamen.
Los clubes que lograron el título en el mayor número de ocasiones son, en orden cronológico, Peñarol, Nacional, Milan, Real Madrid y Boca Juniors, todos con 3 títulos. Los clubes argentinos reúnen el mayor número de títulos por asociación nacional (9). Los clubes afiliados a la Conmebol reúnen el mayor número de títulos en el torneo (22).
El 27 de octubre de 2017 se oficializó con el reconocimiento de la FIFA como antecesora directa de la Copa Mundial de Clubes, por lo que sus ganadores también recibieron el título oficial de Campeones del Mundo de Clubes de la FIFA.
Desde su creación en 1960 fue considerada la competición internacional de clubes con mayor jerarquía a nivel mundial debido a que confrontaba los equipos representativos de las dos confederaciones con mayor desarrollo deportivo tanto a nivel de clubes como de selecciones. Además, eran las únicas que, al momento de la inauguración del mismo, organizaban torneos a nivel confederativo. Por ello, el equipo que lograba conquistarla era denominado con el título honorífico de facto de «campeón del mundo»por los medios de comunicación, la comunidad deportiva internacional y la misma FIFA (con textos de producciones del centro de noticias y no catalogadas en el sitio web de la FIFA como documentos oficiales de la entidad).  Esta condecoración de facto (sin reconocimiento total) dejó de tener efecto a partir del 27 de octubre de 2017, cuando a través de un comunicado oficial, emitido por su único órgano competente, el Consejo (ex Comité Ejecutivo), la FIFA reconoció oficialmente (de iure) a los ganadores de este certamen como legítimos Campeones del Mundo de Clubes. Esta decisión tuvo como base un pedido formal de reconocimiento por parte de la Confederación Sudamericana de Fútbol hacia la FIFA de los títulos logrados por los campeones de la Intercontinental, bajo el rango de "Campeones del Mundo oficiales". De esta forma, se logró el reconocimiento como tales de 19 clubes del fútbol europeo y sudamericano, incluyendo de esta lista a los que posteriormente ganaran el Mundial de Clubes, quienes en contrapartida «engrosaron» sus palmarés de títulos mundiales bajo dicho reconocimiento.

## Historia

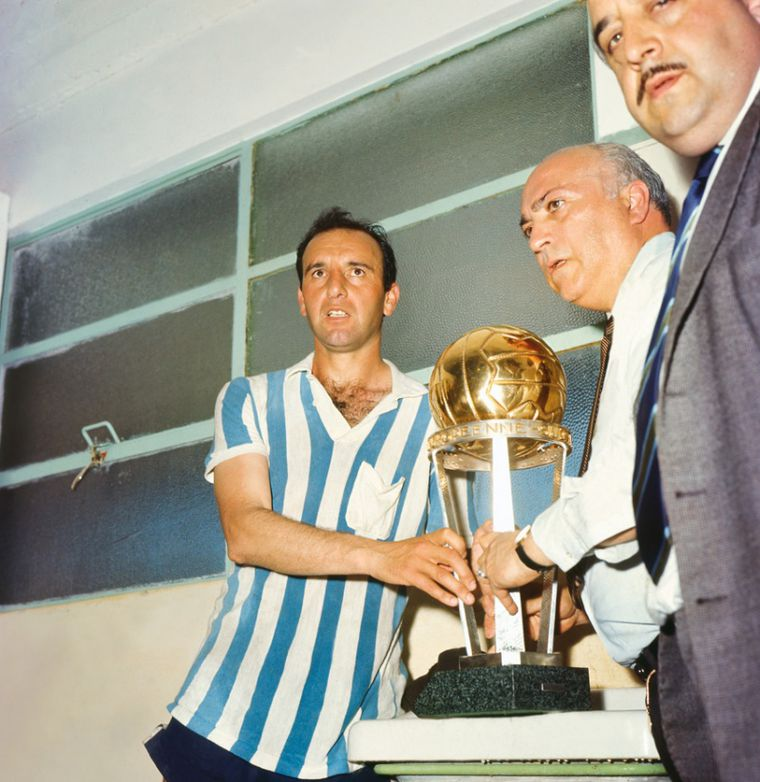
Humberto Maschio con la primera copa mundial para la Argentina obtenida por Racing Club en 1967.

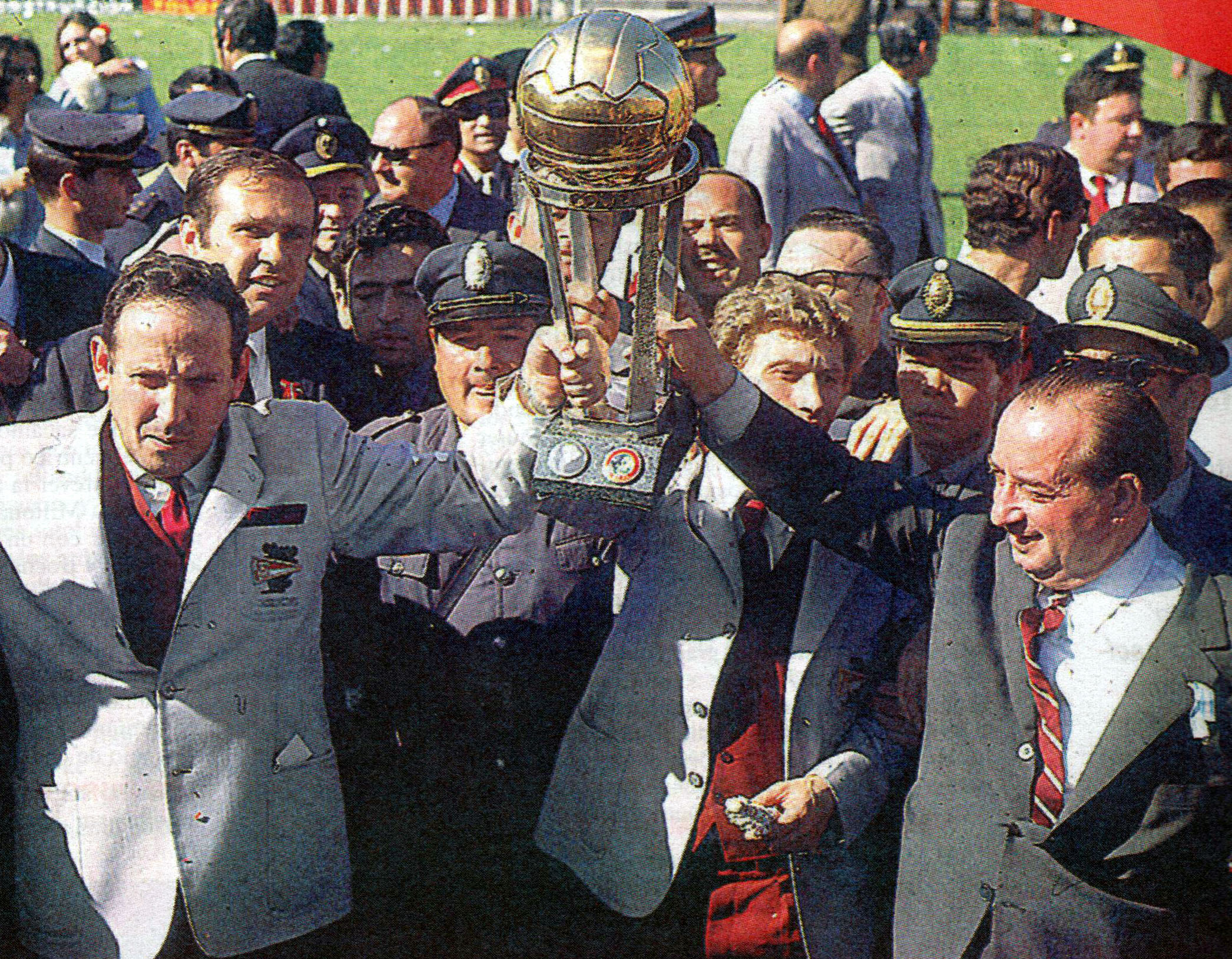
Integrantes de Estudiantes de La Plata, alzando la Copa de 1968.

El precursor de la Copa Intercontinental fue Henri Delaunay, con la idea de determinar quién era el mejor equipo del mundo. La idea era enfrentar al campeón de Europa y al campeón de América del Sur, ya que eran los dos continentes con un fútbol de mayor calidad. Antes ya se había intentado realizar esta idea en el famoso Mundialito de Clubes disputado en los años 1950 en Caracas (Venezuela), que supuso la continuidad de la Copa Internacional de Río. Otro torneo internacional fue el Trofeo Mohamed V (1962-1989), organizado por la Federación de Marruecos con el visto bueno de la Confederación Africana.
Europa ya tenía cómo designar a su campeón, ya que se disputaba la Copa de Campeones de Europa, pero América del Sur no tenía un sistema comparable. Por eso, la Conmebol creó una competición similar y la llamó Copa de Campeones de América. 
El primer partido se disputó en 1960 entre el campeón europeo Real Madrid español y el primer campeón de la Copa Libertadores, Peñarol de Uruguay. Fueron dos partidos, el primero jugado en Montevideo, donde empataron 0-0, y el segundo en Madrid, donde el local levantó la copa tras ganar 5-1 y consagrarse como el primer campeón intercontinental.
Algunos periódicos en los años 60 publicaron algunos artículos controvertidos (basados en declaraciones de René Courte, subsecretario general de la FIFA, y del presidente Stanley Rous) sobre el estado oficial del torneo; probablemente debido a las solicitudes (nunca aceptadas) de otras confederaciones para participar y por los repetidos excesos en los estadios sudamericanos, con el consiguiente deseo de venganza de los europeos, el todo deletéreo para cualquier reputación. Se ha escrito que la FIFA se negó a autorizar la competición en la década de 1960, pero, en realidad, no como una competición en sí misma, sino como una competición oficial por el título mundial. De hecho, la copa siempre fue oficial a nivel intercontinental; lo demuestra el hecho que las dos confederaciones siempre han reconocido todas las ediciones como oficiales y todas las competiciones oficiales deben ser aprobadas por la FIFA, que siempre reconoce y comanda a las confederaciones afiliadas.
En la década de 1970 la preocupación por la integridad de los jugadores, la falta de incentivos financieros y la poca relevancia del trofeo (consecuencias del clima hostil de los estadios sudamericanos) hizo que muchos campeones europeos se negaran a participar, lo que provocó la suspensión de las ediciones de 1975 y 1978 y la sustitución del campeón por el subcampeón europeo en las ediciones de 1971, 1973, 1974, 1977 y 1979. También en 1993 participó el subcampeón de Europa, aunque en esta ocasión por sanción al campeón.

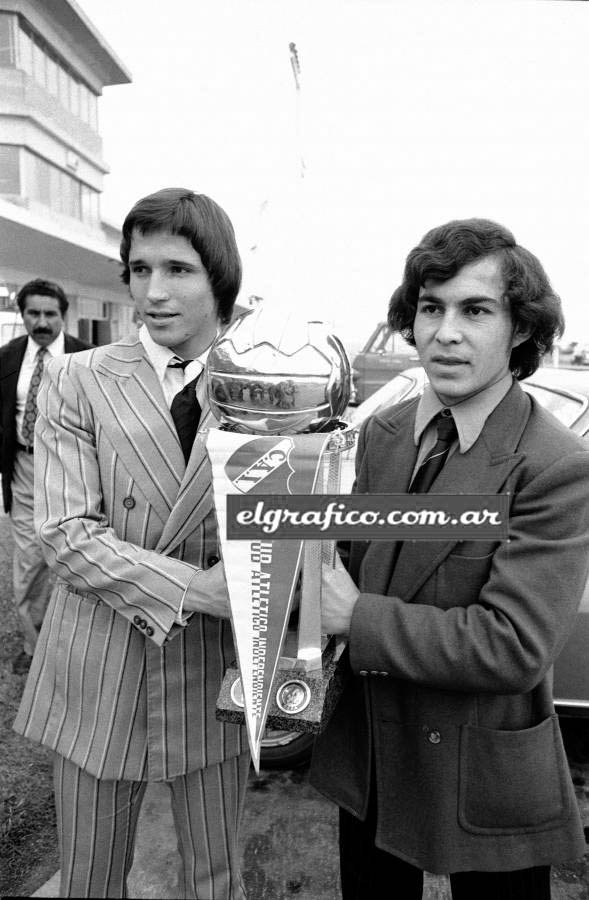
Daniel Bertoni y Ricardo Bochini fotografiados por El Gráfico con la primera Copa Intercontinental ganada por Independiente en 1973.

La empresa Toyota asumió el papel de promotor desde la edición de 1980 hasta la última edición del campeonato. Desde entonces ningún club se negó a jugar la Copa Intercontinental. Se disputaba en suelo japonés y a un único partido en lugar de dos. Además, se entregaba un segundo trofeo de la patrocinadora (la Copa Toyota).
Este trofeo se disputó por última vez en 2004. A partir de 2005 el club considerado campeón del mundo es el ganador de la Copa Mundial de Clubes de la FIFA.
Después de la cancelación del torneo, ha habido conversaciones con la idea de restaurar la copa, sea entre los ganadores de la Recopa Sudamericana y el campeón de la Supercopa de Europa, o entre el campeón de la Copa Sudamericana y el campeón de la UEFA Europa League. Se disputó bajo el nombre de Supercopa Euroamericana como torneo amistoso en 2015 y 2016.
En mayo de 2017 surgieron diversas informaciones sobre un posible regreso de la competición para la temporada 2018-19. Tras las primeras conversaciones al respecto entre representantes de las dos confederaciones, surgieron nuevas informaciones aludiendo el presidente de la FIFA que dicha reestructuración podría llevarse a cabo con la vigente Copa Mundial de Clubes para ampliarla a un torneo más global en detrimento de la Copa Confederaciones de selecciones, detalles que confirmaron las primeras especulaciones en el invierno de 2016:

“El actual Mundial de Clubes tiene una fórmula complicada, tiene un periodo difícil, no muy emocionante. Siete equipos se medirán en la edición de este año del 8 al 18 de diciembre en Japón, pero, en verano, del 10 al 30 de junio ¿porqué no en 2019?, con los 32 mejores clubes del mundo, ¿merece más la pena viajes agotadores que implican muchos vuelos y distintas zonas horarias o un torneo? Todo depende de la salud de los jugadores que deben poder descansar.
Hoy el fútbol no es sólo Europa y Sudamérica. El mundo ha cambiado. Buscamos un Mundial más interesante para los clubes, con más calidad. Eso atraerá no solo a los patrocinadores y televisiones sino también a los aficionados de todo el mundo.”
Gianni Infantino, presidente de la FIFA.

### Reconocimiento FIFA a los vencedores

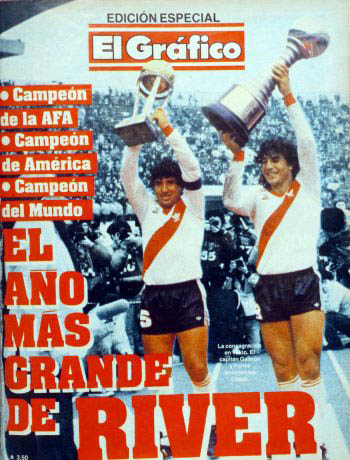
Américo Gallego y Juan Gilberto Funes ganadores de la Copa Intercontinental 1986 con River Plate en la edición especial de El Gráfico: "El año más grande de River".

Tras la instauración del Campeonato Mundial de Clubes de la FIFA, disputado desde el año 2000 en reemplazo de la Copa Intercontinental, surgió una polémica en torno a la designación o reconocimiento a los vencedores. La misma, se basaba en el tema de la validez o no del título de Campeón Mundial de Clubes adjudicado hasta esa fecha para los campeones de esta Copa Intercontinental. La duda tomó aún mayor fuerza, dada la existencia de otros torneos similares como uno jugado y organizado por la Confederación Africana de Fútbol (CAF) y la Confederación Asiática de Fútbol (AFC) entre 1986 y 1998. Asimismo, la situación se agravó por el hecho de que ninguna de las dos competiciones eran organizadas por la FIFA, lo que motivó a que el 28 de enero de 2017 su presidente Gianni Infantino emitiese un comunicado en el que no reconocía la oficialidad como torneo mundial de la Copa Intercontinetal Europeo-Sudamericana. Meses después el organismo cambió de parecer tras estudiar una petición elevada por la Conmebol que terminó por reconocer a los ganadores de la Copa Intercontinental como campeones mundiales.
El fundamento estaba basado en el hecho de que FIFA considerase a la Copa Intercontinental como el primer y hasta ese momento, único antecedente reconocido de un torneo de equipos a nivel mundial a la actual Copa Mundial de Clubes de la FIFA debido a que confrontaba los equipos representativos de las dos confederaciones con mayor desarrollo deportivo tanto a nivel de clubes como de selecciones. Bajo el aspecto jurídico-federativo, la FIFA tiene la competencia exclusiva y absoluta de organizar y validar competiciones oficiales entre sus afiliados. Finalmente, en Calcuta el 27 de octubre de 2017, el Consejo de la FIFA, gracias a los amplios poderes que le otorgò el estatuto, aceptó tal solicitud y con una nota oficial reconoció a los 25 clubes vencedores de la competición con el título oficial de campeones del mundo.
El dictamen equipara el título de la Copa Intercontinental al título (no a la competición) del vigente Mundial de Clubes de la FIFA, incluyéndolo en la lista oficial de títulos mundiales emitido da la federación mundial, que, por lo tanto, promocionó la unificación jurídica de esta competición con la actual, reconociendo que fue organizada por UEFA y Conmebol pero permitiéndole asignar el propio título mundial. Lógicamente la FIFA, en respecto a la historia de la Copa Intercontinental, ilustrada en el documento oficial, no promocionò la unificación estadística no absorbendo el trofeo, cambiando solo el título conferido, también porque no fue necesario; de hecho para el estatuto de la FIFA la Copa Intercontinental ya era una competencia oficial a diferencia, por ejemplo, de la Copa Rey Fahd que se convirtió en Copa FIFA Confederaciones.  La entidad máxima diferenció los varios torneos cesionarios del título mundial (no iguales en términos de nombre, historia, reglamento, organización y trofeo material) en Copa Mundial de Clubes de la FIFA (2000-actual), Copa Intercontinental (1960-1979) y Toyota Cup (1980-2004). Exactamente como había pedido la Conmebol y como sucedió, por ejemplo, también para el palmarés del Campeonato Brasileño, hubo la unificación de los títulos de campeones (considerados todos oficiales) diferenciando las competiciones, (Torneo Roberto Gomes Pedrosa, Taça Brasil, Serie A) también aquí organizadas por diferentes federaciones (FPF con FFD en el 1967, CBD desde 1959 a 1978, CBF desde 1979) en la lista de ganadores emitida da la federación principal, la CBF. También en Italia ha habido otro caso notable. La  FIGC reconoce como oficial el título del campeonato nacional organizado por la CCI que ganó la Pro Vercelli.

## Sistema de competición

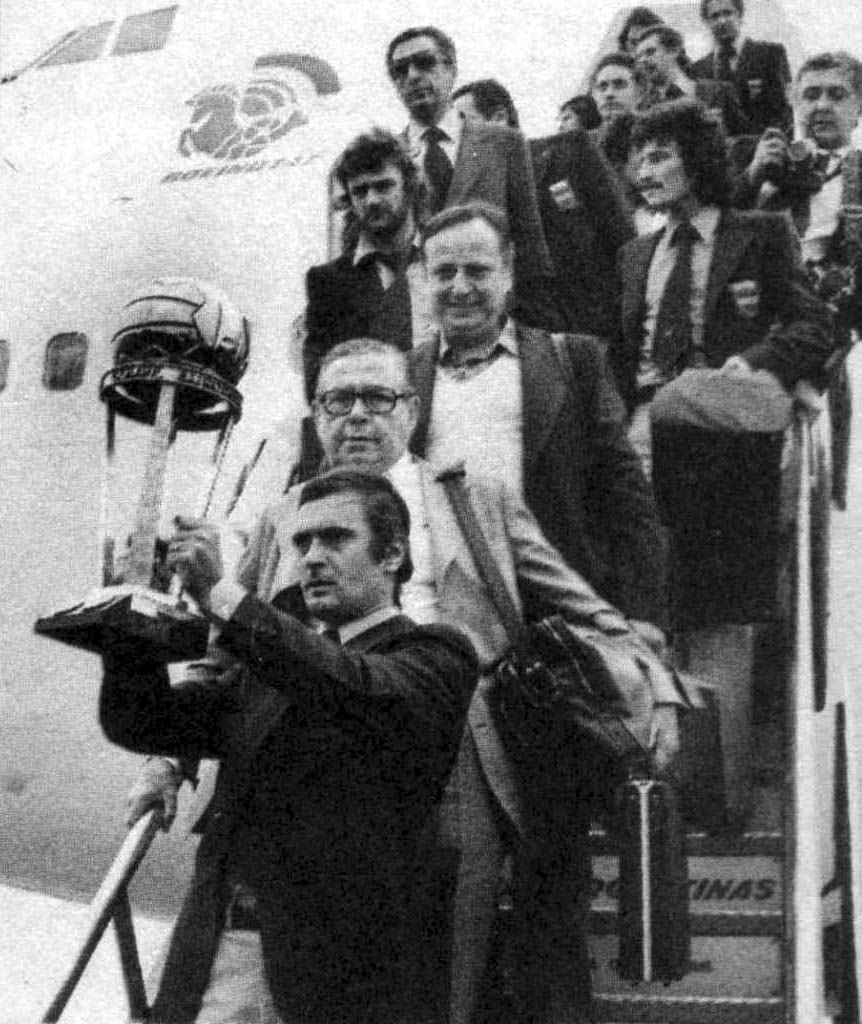
Rubén José Suñé (capitán), junto a Alberto José Armando (presidente), y el resto de los jugadores de Boca Juniors, regresando a la Argentina con la Copa Intercontinental 1977.

Entre 1960 y 1979, se disputaron partidos de ida y vuelta. Entre 1960 y 1968, se consagraba campeón aquel equipo que hubiera sumado más puntos entre los dos partidos, por eso en algunos casos se necesitaba un tercer partido. Desde 1969 hasta 1979 se proclamaba campeón aquel equipo se sumara más puntos entre los dos partidos, pero si ambos habían ganado un partido se proclamaba campeón aquel que hubiese tenido más goles a favor; si los dos partidos habían finalizado empatados, se jugaría un tiempo suplementario y de persistir la igualdad se recurría a la definición por penales.
A partir de 1980, la final se disputó a partido único, disputándose el partido en Japón. Hasta 2001 los encuentros se celebraron en el Estadio Nacional de Tokio y a partir de 2002 se celebró en el Estadio Internacional de Yokohama, sede de la final de la Copa Mundial de Fútbol de 2002.
Todos los partidos se jugaron a un único partido de 90 minutos (dividido en dos tiempos de 45 minutos más el tiempo añadido) y 15 minutos de descanso. En caso de que el partido terminara empatado se debían jugar 30 minutos de prórroga (dividido en dos tiempos de 15 minutos más el añadido) en el cual no había descanso. Si la igualdad todavía  persistía los equipos debían ejecutar 5 penales cada uno, en forma alterna. Si al cabo de esos 5 penalties no se definía el ganador, se debía pasar a la «muerte súbita», donde los equipos debían seguir lanzando un solo penal. El ganador era aquel que convirtiera en el mismo turno en el que su rival fallase.

## Historial
Esta tabla muestra los resultados de las finales de cada edición de la Copa Intercontinental.
| Temporada                                                                                 | Campeón                                     | Resultado                                   | Subcampeón                                  | Sede Final                                                                                |
| ----------------------------------------------------------------------------------------- | ------------------------------------------- | ------------------------------------------- | ------------------------------------------- | ----------------------------------------------------------------------------------------- |
| 1960                                                                                      | Real Madrid C. F.                           | 0–0, 5–1                                    | Peñarol                                     | Estadio Centenario, Montevideo-Estadio Santiago Bernabéu, Madrid                          |
| 1961                                                                                      | Peñarol                                     | 0–1, 5–0, 2–1                               | S. L. Benfica                               | Estadio da Luz, Lisboa-Estadio Centenario, Montevideo                                     |
| 1962                                                                                      | Santos                                      | 3–2, 5–2                                    | S. L. Benfica                               | Maracaná, Río de Janeiro-Estadio da Luz, Lisboa                                           |
| 1963                                                                                      | Santos                                      | 2–4, 4–2, 1–0                               | Milan A. C.                                 | San Siro, Milán-Maracaná, Río de Janeiro                                                  |
| 1964                                                                                      | F. C. Internazionale                        | 0–1, 2–0, 1–0                               | Independiente                               | La Doble Visera, Avellaneda-San Siro, Milán-Santiago Bernabéu, Madrid                     |
| 1965                                                                                      | F. C. Internazionale                        | 3–0, 0–0                                    | Independiente                               | San Siro, Milán-La Doble Visera, Avellaneda                                               |
| 1966                                                                                      | Peñarol                                     | 2–0, 2–0                                    | Real Madrid C. F.                           | Estadio Centenario, Montevideo-Estadio Santiago Bernabéu, Madrid                          |
| 1967                                                                                      | Racing Club                                 | 0–1, 2–1, 1–0                               | Celtic F. C.                                | Hampden Park, Glasgow-Estadio Presidente Perón, Avellaneda-Estadio Centenario, Montevideo |
| 1968                                                                                      | Estudiantes de La Plata                     | 1–0, 1–1                                    | Manchester United F. C.                     | La Bombonera, Buenos Aires-Old Trafford, Mánchester                                       |
| 1969                                                                                      | Milan A. C.                                 | 3–0, 1–2                                    | Estudiantes de La Plata                     | San Siro, Milán-La Bombonera, Buenos Aires                                                |
| 1970                                                                                      | S. C. Feijenoord                            | 2–2, 1–0                                    | Estudiantes de La Plata                     | La Bombonera, Buenos Aires-De Kuip, Róterdam                                              |
| 1971                                                                                      | Nacional                                    | 1–1, 2–1                                    | P. A. E. Panathinaikós                      | Estadio Karaiskákis, El Pireo-Estadio Centenario, Montevideo                              |
| 1972                                                                                      | A. F. C. Ajax                               | 1–1, 3–0                                    | Independiente                               | La Doble Visera, Avellaneda-Olímpico, Ámsterdam                                           |
| 1973                                                                                      | Independiente                               | 1–0                                         | Juventus F. C.                              | Estadio Olímpico, Roma                                                                    |
| 1974                                                                                      | Atlético de Madrid                          | 0–1, 2–0                                    | Independiente                               | La Doble Visera, Avellaneda-Estadio Vicente Calderón, Madrid                              |
| 1975                                                                                      | No disputado por desacuerdo para sus fechas | No disputado por desacuerdo para sus fechas | No disputado por desacuerdo para sus fechas |                                                                                           |
| 1976                                                                                      | Bayern de Múnich                            | 2–0, 0–0                                    | Cruzeiro                                    | Estadio Olímpico, Múnich-Mineirão, Belo Horizonte                                         |
| 1977                                                                                      | Boca Juniors                                | 2–2, 3–0                                    | Borussia Mönchengladbach                    | La Bombonera, Buenos Aires-Wildparkstadion, Karlsruhe                                     |
| 1978                                                                                      | No disputado por desacuerdo para sus fechas | No disputado por desacuerdo para sus fechas | No disputado por desacuerdo para sus fechas |                                                                                           |
| 1979                                                                                      | Olimpia                                     | 1–0, 2–1                                    | Malmö F. F.                                 | Estadio de Malmö, Malmö-Estadio Defensores del Chaco, Asunción                            |
| 1980                                                                                      | Nacional                                    | 1–0                                         | Nottingham Forest F. C.                     | Estadio Olímpico, Tokio                                                                   |
| 1981                                                                                      | Flamengo                                    | 3–0                                         | Liverpool F. C.                             | Estadio Olímpico, Tokio                                                                   |
| 1982                                                                                      | Peñarol                                     | 2–0                                         | Aston Villa F. C.                           | Estadio Olímpico, Tokio                                                                   |
| 1983                                                                                      | Grêmio                                      | 2–1 (pró.)                                  | Hamburgo S. V.                              | Estadio Olímpico, Tokio                                                                   |
| 1984                                                                                      | Independiente                               | 1–0                                         | Liverpool F. C.                             | Estadio Olímpico, Tokio                                                                   |
| 1985                                                                                      | Juventus F. C.                              | 2–2 (4-2 pen.)                              | Argentinos Juniors                          | Estadio Olímpico, Tokio                                                                   |
| 1986                                                                                      | River Plate                                 | 1–0                                         | F. C. Steaua Bucarest                       | Estadio Olímpico, Tokio                                                                   |
| 1987                                                                                      | F. C. Porto                                 | 2–1 (pró.)                                  | Peñarol                                     | Estadio Olímpico, Tokio                                                                   |
| 1988                                                                                      | Nacional                                    | 2–2 (7-6 pen.)                              | P. S. V. Eindhoven                          | Estadio Olímpico, Tokio                                                                   |
| 1989                                                                                      | Milan A. C.                                 | 1–0 (pró.)                                  | Atlético Nacional                           | Estadio Olímpico, Tokio                                                                   |
| 1990                                                                                      | Milan A. C.                                 | 3–0                                         | Olimpia                                     | Estadio Olímpico, Tokio                                                                   |
| 1991                                                                                      | Estrella Roja de Belgrado                   | 3–0                                         | Colo-Colo                                   | Estadio Olímpico, Tokio                                                                   |
| 1992                                                                                      | São Paulo                                   | 2–1                                         | F. C. Barcelona                             | Estadio Olímpico, Tokio                                                                   |
| 1993                                                                                      | São Paulo                                   | 3–2                                         | Milan A. C.                                 | Estadio Olímpico, Tokio                                                                   |
| 1994                                                                                      | Vélez Sarsfield                             | 2–0                                         | Milan A. C.                                 | Estadio Olímpico, Tokio                                                                   |
| 1995                                                                                      | A. F. C. Ajax                               | 0–0 (4-3 pen.)                              | Grêmio                                      | Estadio Olímpico, Tokio                                                                   |
| 1996                                                                                      | Juventus F. C.                              | 1–0                                         | River Plate                                 | Estadio Olímpico, Tokio                                                                   |
| 1997                                                                                      | Borussia Dortmund                           | 2–0                                         | Cruzeiro                                    | Estadio Olímpico, Tokio                                                                   |
| 1998                                                                                      | Real Madrid C. F.                           | 2–1                                         | Vasco da Gama                               | Estadio Olímpico, Tokio                                                                   |
| 1999                                                                                      | Manchester United F. C.                     | 1–0                                         | Palmeiras                                   | Estadio Olímpico, Tokio                                                                   |
| 2000                                                                                      | Boca Juniors                                | 2–1                                         | Real Madrid C. F.                           | Estadio Olímpico, Tokio                                                                   |
| 2001                                                                                      | Bayern de Múnich                            | 1–0 (pró.)                                  | Boca Juniors                                | Estadio Olímpico, Tokio                                                                   |
| 2002                                                                                      | Real Madrid C. F.                           | 2–0                                         | Olimpia                                     | Estadio Internacional, Yokohama                                                           |
| 2003                                                                                      | Boca Juniors                                | 1–1 (3-1 pen.)                              | A. C. Milan                                 | Estadio Internacional, Yokohama                                                           |
| 2004                                                                                      | F. C. Porto                                 | 0–0 (8-7 pen.)                              | Once Caldas                                 | Estadio Internacional, Yokohama                                                           |
| A partir de 2005 la competición fue reemplazada por la Copa Mundial de Clubes de la FIFA. |                                             |                                             |                                             |                                                                                           |

| Equipo                  | Títulos | Subc. | Años campeonatos |
| ----------------------- | ------- | ----- | ---------------- |
| Milan                   | 3       | 4     | 1969, 1989, 1990 |
| Peñarol                 | 3       | 2     | 1961, 1966, 1982 |
| Real Madrid             | 3       | 2     | 1960, 1998, 2002 |
| Boca Juniors            | 3       | 1     | 1977, 2000, 2003 |
| Nacional                | 3       | 0     | 1971, 1980, 1988 |
| Independiente           | 2       | 4     | 1973, 1984       |
| Juventus                | 2       | 1     | 1985, 1996       |
| Santos                  | 2       | 0     | 1962, 1963       |
| Internazionale          | 2       | 0     | 1964, 1965       |
| São Paulo               | 2       | 0     | 1992, 1993       |
| Ajax Ámsterdam          | 2       | 0     | 1972, 1995       |
| Bayern de Múnich        | 2       | 0     | 1976, 2001       |
| Porto                   | 2       | 0     | 1987, 2004       |
| Estudiantes de La Plata | 1       | 2     | 1968             |
| Olimpia                 | 1       | 2     | 1979             |
| Grêmio                  | 1       | 1     | 1983             |
| River Plate             | 1       | 1     | 1986             |
| Manchester United       | 1       | 1     | 1999             |
| Racing Club             | 1       | 0     | 1967             |
| Feyenoord               | 1       | 0     | 1970             |
| Atlético de Madrid      | 1       | 0     | 1974             |
| Flamengo                | 1       | 0     | 1981             |
| Estrella Roja           | 1       | 0     | 1991             |
| Vélez Sarsfield         | 1       | 0     | 1994             |
| Borussia Dortmund       | 1       | 0     | 1997             |

| País         | Títulos | Subc. |
| ------------ | ------- | ----- |
| Argentina    | 9       | 9     |
| Italia       | 7       | 5     |
| Brasil       | 6       | 5     |
| Uruguay      | 6       | 2     |
| España       | 4       | 3     |
| Alemania     | 3       | 2     |
| Países Bajos | 3       | 1     |
| Portugal     | 2       | 2     |
| Inglaterra   | 1       | 5     |
| Paraguay     | 1       | 2     |
| Yugoslavia   | 1       | –     |

| Asociación                 | Títulos |
| -------------------------- | ------- |
| Conmebol (América del Sur) | 22      |
| UEFA (Europa)              | 21      |

## Estadísticas
Para un completo resumen estadístico de la competición véase Estadísticas de la Copa Intercontinental

### Clasificación histórica
Los once puntos logrados por el Club Atlético Peñarol le sitúan como líder la clasificación histórica de la competición entre los 44 equipos que alguna vez han participado en la misma. Un punto por debajo se encuentra el segundo clasificado, el argentino Club Atlético Independiente, quien a su vez se sitúa otro punto por encima de los terceros, la Associazione Calcio Milan y el Real Madrid Club de Fútbol.
A continuación se ofrece dicha clasificación atendiendo al sistema de puntuación de dos o tres puntos por victoria, establecido por la FIFA a partir de la temporada 1994-95.
| Pos | Club                    | Temporadas | Puntos | PJ | PG | PE | PP | GF | GC | Dif | Pts. x3 | Títulos | % Éxito 1 | % Éxito 2 |
| --- | ----------------------- | ---------- | ------ | -- | -- | -- | -- | -- | -- | --- | ------- | ------- | --------- | --------- |
| 1   | C. A. Peñarol           | 5          | 11     | 9  | 5  | 1  | 3  | 15 | 9  | +6  | 16      | 3       | 6.98      | 60.00     |
| 2   | C. A. Independiente     | 6          | 10     | 11 | 4  | 2  | 5  | 5  | 12 | -7  | 14      | 2       | 4.65      | 33.33     |
| 3   | A. C. Milan             | 7          | 9      | 10 | 4  | 1  | 5  | 17 | 15 | +2  | 13      | 3       | 6.98      | 42.86     |
| =   | Real Madrid C. F.       | 5          | 9      | 7  | 3  | 1  | 3  | 10 | 8  | +2  | 10      | 3       | 6.98      | 60.00     |
| 5   | Santos F. C.            | 2          | 8      | 5  | 4  | 0  | 1  | 15 | 10 | +5  | 12      | 2       | 4.65      | 100.00    |
| 6   | F. C. Internazionale    | 2          | 7      | 5  | 3  | 1  | 1  | 6  | 1  | +5  | 10      | 2       | 4.65      | 100.00    |
| =   | C. A. Boca Juniors      | 4          | 7      | 5  | 2  | 2  | 1  | 8  | 5  | +3  | 8       | 3       | 6.98      | 75.00     |
| 8   | C. Nacional de F.       | 3          | 6      | 4  | 2  | 2  | 0  | 6  | 4  | +2  | 8       | 3       | 6.98      | 100.00    |
| =   | Estudiantes de La Plata | 3          | 6      | 6  | 2  | 2  | 2  | 6  | 8  | -2  | 8       | 1       | 2.33      | 33.33     |
| =   | F. C. Bayern            | 2          | 6      | 3  | 2  | 1  | 0  | 3  | 0  | +3  | 7       | 2       | 4.65      | 100.00    |

### Tabla histórica de goleadores
Para un completo detalle véase Máximos goleadores de la Copa Intercontinental.
El brasileño Edson Arantes do Nascimento Pelé es el máximo goleador histórico de la competición con siete goles en tres partidos. Tras él se sitúa el ecuatoriano Alberto Spencer con seis goles en siete encuentros —siendo los dos únicos en anotar más de cinco tantos—, seguidos ambos por cinco jugadores con tres goles cada uno.
El citado jugador carioca fue además el único en la historia en conseguir anotar un hat-trick en la competición.
Nota: No contabilizados los partidos y goles en la competición sucesora del Mundial de Clubes FIFA.
| \| Pos. \| Jugador \| G. \| Part. \| Prom. \| Debut \| (Equipo debut) \| \| ---- \| -------------------- \| -- \| ----- \| ----- \| ----- \| -------------------- \| \| 1 \| Pelé \| 7 \| 3 \| 2.33 \| 1962 \| Santos F. C. \| \| 2 \| Alberto Spencer \| 6 \| 7 \| 0.86 \| 1960 \| C. A. Peñarol \| \| 3 \| Joaquim Santana \| 3 \| 2 \| 1.50 \| 1962 \| S. L. Benfica \| \| = \| Luis Artime \| 3 \| 2 \| 1.50 \| 1971 \| C. Nacional de F. \| \| = \| José Sasía \| 3 \| 3 \| 1.00 \| 1961 \| C. A. Peñarol \| \| = \| Pepe Macia \| 3 \| 5 \| 0.60 \| 1962 \| Santos F. C. \| \| = \| Alessandro Mazzola \| 3 \| 5 \| 0.60 \| 1964 \| F. C. Internazionale \| \| 8 \| Johnny Rep \| 2 \| 1 \| 2.00 \| 1972 \| A. F. C. Ajax \| \| = \| Frank Rijkaard \| 2 \| 1 \| 2.00 \| 1990 \| A. C. Milan \| \| = \| Raí \| 2 \| 1 \| 2.00 \| 1992 \| São Paulo F. C. \| \| = \| Santiago Ostolaza \| 2 \| 1 \| 2.00 \| 1988 \| C. Nacional de F. \| \| = \| Vladimir Jugović \| 2 \| 1 \| 2.00 \| 1991 \| F. K. Estrella Roja \| \| = \| Martín Palermo \| 2 \| 1 \| 2.00 \| 2000 \| C. A. Boca Juniors \| \| = \| Ferenc Puskás \| 2 \| 2 \| 1.00 \| 1960 \| Real Madrid C. F. \| \| = \| Angelo Sormani \| 2 \| 2 \| 1.00 \| 1969 \| A. C. Milan \| \| = \| Ernesto Mastrángelo \| 2 \| 2 \| 1.00 \| 1978 \| C. A. Boca Juniors \| \| = \| Amarildo \| 2 \| 3 \| 0.67 \| 1963 \| A. C. Milan \| \| = \| Bruno Mora \| 2 \| 3 \| 0.67 \| 1963 \| A. C. Milan \| \| = \| Juan Carlos Cárdenas \| 2 \| 3 \| 0.67 \| 1967 \| Racing Club \| \| = \| Eusébio \| 2 \| 5 \| 0.40 \| 1961 \| S. L. Benfica \| \| = \| Juan Joya \| 2 \| 5 \| 0.40 \| 1961 \| C. A. Peñarol \| \| = \| Coutinho \| 2 \| 5 \| 0.40 \| 1962 \| Santos F. C. \| \| = \| Marcos Conigliaro \| 2 \| 5 \| 0.40 \| 1968 \| C. Estudiantes L. P. \| \| = \| Juan Ramón Verón \| 2 \| 6 \| 0.33 \| 1968 \| C. Estudiantes L. P. \| Estadísticas actualizadas hasta el final de la competición. |                      |    |       |       |       |                      |
| Pos. | Jugador              | G. | Part. | Prom. | Debut | (Equipo debut)       |
| 1 | Pelé                 | 7  | 3     | 2.33  | 1962  | Santos F. C.         |
| 2 | Alberto Spencer      | 6  | 7     | 0.86  | 1960  | C. A. Peñarol        |
| 3 | Joaquim Santana      | 3  | 2     | 1.50  | 1962  | S. L. Benfica        |
| = | Luis Artime          | 3  | 2     | 1.50  | 1971  | C. Nacional de F.    |
| = | José Sasía           | 3  | 3     | 1.00  | 1961  | C. A. Peñarol        |
| = | Pepe Macia           | 3  | 5     | 0.60  | 1962  | Santos F. C.         |
| = | Alessandro Mazzola   | 3  | 5     | 0.60  | 1964  | F. C. Internazionale |
| 8 | Johnny Rep           | 2  | 1     | 2.00  | 1972  | A. F. C. Ajax        |
| = | Frank Rijkaard       | 2  | 1     | 2.00  | 1990  | A. C. Milan          |
| = | Raí                  | 2  | 1     | 2.00  | 1992  | São Paulo F. C.      |
| = | Santiago Ostolaza    | 2  | 1     | 2.00  | 1988  | C. Nacional de F.    |
| = | Vladimir Jugović     | 2  | 1     | 2.00  | 1991  | F. K. Estrella Roja  |
| = | Martín Palermo       | 2  | 1     | 2.00  | 2000  | C. A. Boca Juniors   |
| = | Ferenc Puskás        | 2  | 2     | 1.00  | 1960  | Real Madrid C. F.    |
| = | Angelo Sormani       | 2  | 2     | 1.00  | 1969  | A. C. Milan          |
| = | Ernesto Mastrángelo  | 2  | 2     | 1.00  | 1978  | C. A. Boca Juniors   |
| = | Amarildo             | 2  | 3     | 0.67  | 1963  | A. C. Milan          |
| = | Bruno Mora           | 2  | 3     | 0.67  | 1963  | A. C. Milan          |
| = | Juan Carlos Cárdenas | 2  | 3     | 0.67  | 1967  | Racing Club          |
| = | Eusébio              | 2  | 5     | 0.40  | 1961  | S. L. Benfica        |
| = | Juan Joya            | 2  | 5     | 0.40  | 1961  | C. A. Peñarol        |
| = | Coutinho             | 2  | 5     | 0.40  | 1962  | Santos F. C.         |
| = | Marcos Conigliaro    | 2  | 5     | 0.40  | 1968  | C. Estudiantes L. P. |
| = | Juan Ramón Verón     | 2  | 6     | 0.33  | 1968  | C. Estudiantes L. P. |

### Jugadores con mayor cantidad de encuentros disputados
El argentino Miguel Ángel Santoro es el jugador con más presencias en la historia de la competición con ocho partidos en cuatro participaciones. Tras él se sitúa el ecuatoriano Alberto Spencer y los uruguayos Luis Cubilla y Ricardo Pavoni con siete encuentros cada uno, seguidos ambos por seis jugadores con seis participaciones cada uno.
Nota: No contabilizados los partidos y goles en el Mundial de Clubes FIFA, competición sucesora y coetánea (en 2000 y desde 2024).
| \| Pos. \| Jugador \| Part. \| G. \| Prom. \| Debut \| (Equipo debut) (otro) \| \| ---- \| ---------------------- \| ----- \| -- \| ----- \| ----- \| -------------------------- \| \| 1 \| Miguel Ángel Santoro \| 8 \| 0 \| 0.00 \| 1964 \| C. A. Independiente \| \| 2 \| Alberto Spencer \| 7 \| 6 \| 0.86 \| 1960 \| C. A. Peñarol \| \| = \| Luis Cubilla \| 7 \| 0 \| 0.00 \| 1960 \| C. A. Peñarol [n 9] \| \| = \| Ricardo Pavoni \| 7 \| 0 \| 0.00 \| 1965 \| C. A. Independiente \| \| 5 \| Marcos Conigliaro \| 6 \| 2 \| 0.33 \| 1968 \| C. Estudiantes L. P. \| \| = \| Juan Ramón Verón \| 6 \| 2 \| 0.33 \| 1968 \| C. Estudiantes L. P. \| \| = \| Néstor Gonçalves \| 6 \| 0 \| 0.00 \| 1960 \| C. A. Peñarol \| \| = \| Carlos Bilardo \| 6 \| 0 \| 0.00 \| 1968 \| C. Estudiantes L. P. \| \| = \| Oscar Malbernat \| 6 \| 0 \| 0.00 \| 1968 \| C. Estudiantes L. P. \| \| = \| Néstor Togneri \| 6 \| 0 \| 0.00 \| 1968 \| C. Estudiantes L. P. \| \| 11 \| Luis Maidana \| 5 \| 0 \| 0.00 \| 1960 \| C. A. Peñarol \| \| = \| William Martínez \| 5 \| 6 \| 0.00 \| 1960 \| C. A. Peñarol \| \| = \| Walter Aguerre \| 5 \| 0 \| 0.00 \| 1960 \| C. A. Peñarol \| \| = \| José Augusto \| 5 \| 0 \| 0.00 \| 1961 \| S. L. Benfica \| \| = \| Mário Coluna \| 5 \| 0 \| 0.00 \| 1961 \| S. L. Benfica \| \| = \| Domiciano Cavém \| 5 \| 0 \| 0.00 \| 1961 \| S. L. Benfica \| \| = \| Fernando Cruz \| 5 \| 0 \| 0.00 \| 1961 \| S. L. Benfica \| \| = \| Pepe Macia \| 5 \| 3 \| 0.60 \| 1962 \| Santos F. C. \| \| = \| Coutinho \| 5 \| 2 \| 0.40 \| 1962 \| Santos F. C. \| \| = \| Dorval Rodrigues \| 5 \| 0 \| 0.00 \| 1962 \| Santos F. C. \| \| = \| Gilmar \| 5 \| 0 \| 0.00 \| 1962 \| Santos F. C. \| \| = \| Antônio Lima \| 5 \| 1 \| 0.20 \| 1962 \| Santos F. C. \| \| = \| Giuliano Sarti \| 5 \| 0 \| 0.00 \| 1964 \| F. C. Internazionale \| \| = \| Giacinto Facchetti \| 5 \| 0 \| 0.00 \| 1964 \| F. C. Internazionale \| \| = \| Aristide Guarneri \| 5 \| 0 \| 0.00 \| 1964 \| F. C. Internazionale \| \| = \| Armando Picchi \| 5 \| 0 \| 0.00 \| 1964 \| F. C. Internazionale \| \| = \| Luis Suárez Miramontes \| 5 \| 0 \| 0.00 \| 1964 \| F. C. Internazionale \| \| = \| Mario Corso \| 5 \| 2 \| 0.40 \| 1964 \| F. C. Internazionale \| \| = \| Raúl Savoy \| 5 \| 0 \| 0.00 \| 1964 \| C. A. Independiente \| \| = \| Giovanni Lodetti \| 5 \| 0 \| 0.00 \| 1963 \| Milan A. C. \| \| = \| Francisco Sá \| 5 \| 0 \| 0.00 \| 1972 \| C. A. Independiente \| \| = \| Eduardo Commisso \| 5 \| 1 \| 0.20 \| 1972 \| C. A. Independiente [n 10] \| \| = \| Zurdo López \| 5 \| 0 \| 0.00 \| 1972 \| C. A. Independiente \| \| = \| Agustín Balbuena \| 5 \| 1 \| 0.20 \| 1972 \| C. A. Independiente \| \| = \| Paolo Maldini \| 5 \| 0 \| 0.00 \| 1989 \| A. C. Milan \| \| = \| Alessandro Costacurta \| 5 \| 0 \| 0.00 \| 1989 \| A. C. Milan \| Estadísticas actualizadas hasta el 1 de junio de 2024. |                        |       |    |       |       |                       |
| Pos. | Jugador                | Part. | G. | Prom. | Debut | (Equipo debut) (otro) |
| 1 | Miguel Ángel Santoro   | 8     | 0  | 0.00  | 1964  | C. A. Independiente   |
| 2 | Alberto Spencer        | 7     | 6  | 0.86  | 1960  | C. A. Peñarol         |
| = | Luis Cubilla           | 7     | 0  | 0.00  | 1960  | C. A. Peñarol         |
| = | Ricardo Pavoni         | 7     | 0  | 0.00  | 1965  | C. A. Independiente   |
| 5 | Marcos Conigliaro      | 6     | 2  | 0.33  | 1968  | C. Estudiantes L. P.  |
| = | Juan Ramón Verón       | 6     | 2  | 0.33  | 1968  | C. Estudiantes L. P.  |
| = | Néstor Gonçalves       | 6     | 0  | 0.00  | 1960  | C. A. Peñarol         |
| = | Carlos Bilardo         | 6     | 0  | 0.00  | 1968  | C. Estudiantes L. P.  |
| = | Oscar Malbernat        | 6     | 0  | 0.00  | 1968  | C. Estudiantes L. P.  |
| = | Néstor Togneri         | 6     | 0  | 0.00  | 1968  | C. Estudiantes L. P.  |
| 11 | Luis Maidana           | 5     | 0  | 0.00  | 1960  | C. A. Peñarol         |
| = | William Martínez       | 5     | 6  | 0.00  | 1960  | C. A. Peñarol         |
| = | Walter Aguerre         | 5     | 0  | 0.00  | 1960  | C. A. Peñarol         |
| = | José Augusto           | 5     | 0  | 0.00  | 1961  | S. L. Benfica         |
| = | Mário Coluna           | 5     | 0  | 0.00  | 1961  | S. L. Benfica         |
| = | Domiciano Cavém        | 5     | 0  | 0.00  | 1961  | S. L. Benfica         |
| = | Fernando Cruz          | 5     | 0  | 0.00  | 1961  | S. L. Benfica         |
| = | Pepe Macia             | 5     | 3  | 0.60  | 1962  | Santos F. C.          |
| = | Coutinho               | 5     | 2  | 0.40  | 1962  | Santos F. C.          |
| = | Dorval Rodrigues       | 5     | 0  | 0.00  | 1962  | Santos F. C.          |
| = | Gilmar                 | 5     | 0  | 0.00  | 1962  | Santos F. C.          |
| = | Antônio Lima           | 5     | 1  | 0.20  | 1962  | Santos F. C.          |
| = | Giuliano Sarti         | 5     | 0  | 0.00  | 1964  | F. C. Internazionale  |
| = | Giacinto Facchetti     | 5     | 0  | 0.00  | 1964  | F. C. Internazionale  |
| = | Aristide Guarneri      | 5     | 0  | 0.00  | 1964  | F. C. Internazionale  |
| = | Armando Picchi         | 5     | 0  | 0.00  | 1964  | F. C. Internazionale  |
| = | Luis Suárez Miramontes | 5     | 0  | 0.00  | 1964  | F. C. Internazionale  |
| = | Mario Corso            | 5     | 2  | 0.40  | 1964  | F. C. Internazionale  |
| = | Raúl Savoy             | 5     | 0  | 0.00  | 1964  | C. A. Independiente   |
| = | Giovanni Lodetti       | 5     | 0  | 0.00  | 1963  | Milan A. C.           |
| = | Francisco Sá           | 5     | 0  | 0.00  | 1972  | C. A. Independiente   |
| = | Eduardo Commisso       | 5     | 1  | 0.20  | 1972  | C. A. Independiente   |
| = | Zurdo López            | 5     | 0  | 0.00  | 1972  | C. A. Independiente   |
| = | Agustín Balbuena       | 5     | 1  | 0.20  | 1972  | C. A. Independiente   |
| = | Paolo Maldini          | 5     | 0  | 0.00  | 1989  | A. C. Milan           |
| = | Alessandro Costacurta  | 5     | 0  | 0.00  | 1989  | A. C. Milan           |

## Otros datos estadísticos

### Equipos
- Mayores goleadas: A continuación se muestran los partidos donde se han conseguido las mayores goleadas del torneo.
  -  Peñarol 5-0  Benfica (1961).
  -  Real Madrid 5-1  Peñarol (1960).
  -  Santos 5-2  Benfica (1962).

- Mayor cantidad de puntos obtenidos:  Peñarol con 16.
- Mayor cantidad de participaciones:  Milan con 7.
- Mayor cantidad de partidos jugados:  Independiente con 11.
- Mayor cantidad de partidos ganados:  Peñarol con 5.
- Mayor cantidad de partidos perdidos:  Independiente y  Milan con 5.
- Mayor cantidad de goles convertidos:  Milan con 17.
- Mayor cantidad de goles recibidos:  Benfica y  Milan con 15.

### Final
- Definición por penales. En cinco ocasiones los finalistas han llegado a disputar la tanda de penales, para definir al campeón:
  -  Juventus -  Argentinos Juniors (1985).
  -  Nacional -  PSV Eindhoven (1988).
  -  Ajax Ámsterdam -  Grêmio (1995).
  -  Boca Juniors -  Milan (2003).
  -  Porto -  Once Caldas (2004).
- Finales repetidas: en 2 ocasiones se han repetido enfrentamientos en la Copa Intercontinental
  -  Real Madrid vs.  Peñarol (1960 y 1966).
  -  Internazionale vs.  Independiente (1964 y 1965).

## Premio al mejor jugador

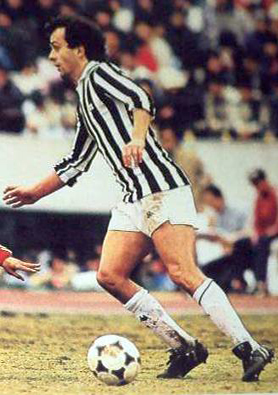
Michel Platini (Juventus), fue el mejor jugador en el 1985.

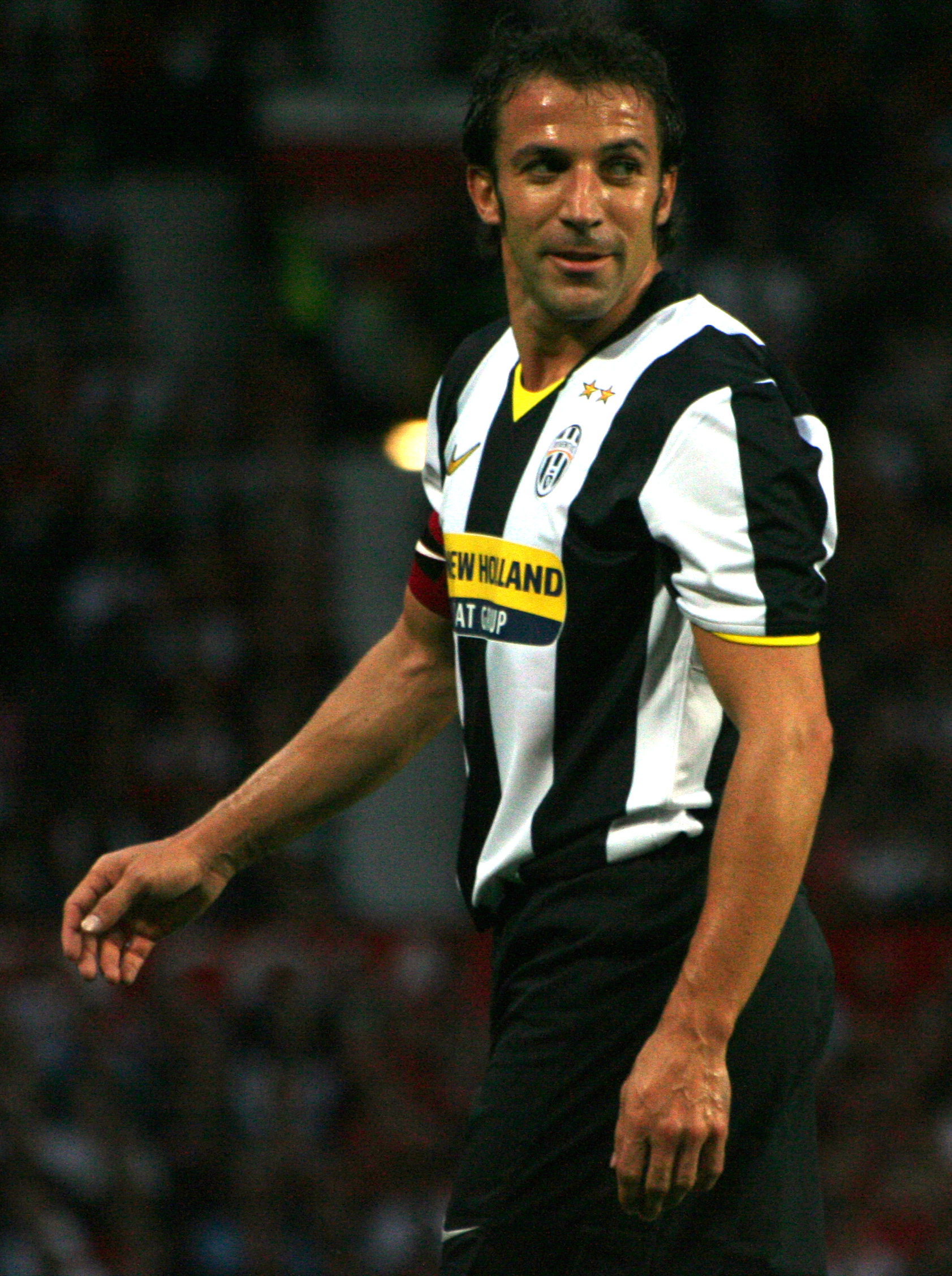
Alessandro Del Piero (Juventus), fue el mejor jugador en el 1996.

| Edición | Jugador              | Club              |
| ------- | -------------------- | ----------------- |
| 1980    | Waldemar Victorino   | Nacional          |
| 1981    | Zico                 | Flamengo          |
| 1982    | Jair                 | Peñarol           |
| 1983    | Renato               | Grêmio            |
| 1984    | José Percudani       | Independiente     |
| 1985    | Michel Platini       | Juventus          |
| 1986    | Antonio Alzamendi    | River Plate       |
| 1987    | Rabah Madjer         | Porto             |
| 1988    | Santiago Ostolaza    | Nacional          |
| 1989    | Alberigo Evani       | Milan             |
| 1990    | Frank Rijkaard       | Milan             |
| 1991    | Vladimir Jugović     | Estrella Roja     |
| 1992    | Raí                  | São Paulo         |
| 1993    | Cerezo               | São Paulo         |
| 1994    | Omar Asad            | Vélez Sarsfield   |
| 1995    | Danny Blind          | Ajax              |
| 1996    | Alessandro Del Piero | Juventus          |
| 1997    | Andreas Möller       | Borussia Dortmund |
| 1998    | Raúl                 | Real Madrid       |
| 1999    | Ryan Giggs           | Manchester United |
| 2000    | Martín Palermo       | Boca Juniors      |
| 2001    | Samuel Kuffour       | Bayern de Múnich  |
| 2002    | Ronaldo              | Real Madrid       |
| 2003    | Matías Donnet        | Boca Juniors      |
| 2004    | Maniche              | Porto             |

## Publicación
- «FIFA Club World Championship TOYOTA Cup: Solidarity – the name of the game» (PDF). FIFA Activity Report 2005 (en inglés) (Fédération Internationale de Football Association). abril 2004-mayo 2005. Archivado desde el original el 11 de octubre de 2012.